# تيسا فيرتشو
تيسا فيرتشو (بالإنجليزية: Tessa Virtue) هي راقصة على الجليد كندية من مواليد 17 مايو 1989. حازت برفقة شريكها سكوت موير على المركز الأول في الألعاب الأولمبية الشتوية 2010 و 2018 والمركز الثاني في 2014. وحازا على بطولة العالم في التزلج ثلاثة مرات (2010, 2012, 2017).

## روابط خارجية
- تيسا فيرتشو على موقع الاتحاد الدولي للتزلج (الإنجليزية)
- تيسا فيرتشو على موقع اللجنة الأولمبية الدولية (الإنجليزية)
- تيسا فيرتشو على موقع أوليمبيديا (الإنجليزية)
- تيسا فيرتشو على موقع اللجنة الأولمبية الكندية (الإنجليزية)